# François Geurds
François Geurds (Eindhoven, 1975) is een Nederlandse meesterkok. Hij is eigenaar van het 2-sterrenrestaurant FG Restaurant en het 1-sterrenrestaurant FG Food Labs in Rotterdam.

## Carrière

### Jonge jaren
Geurds werkte bij diverse restaurants in en buiten Nederland. Zo vertrok hij begin 2000 naar het buitenland om zijn culinaire troeven te vervolledigen. Eerst ging hij aan de slag als souschef van het Britse The Fat Duck van chef Heston Blumenthal nabij Londen, toen dat door Restaurant Magazine tot nummer één van de wereld werd gekroond.
Hierna trok Geurds verder richting het New Yorkse Le Bernardin. Hij leerde er niet alleen de kneepjes van het kookvak, maar ook het belang van alle cruciale zaken rondom het managen van een restaurant als marketing, personeelsbeleid en planning. Terug in Nederland werkte hij met chef Cees Helder bij Parkheuvel in Rotterdam dat in die periode als eerste restaurant van Nederland werd onderscheiden met drie Michelinsterren.

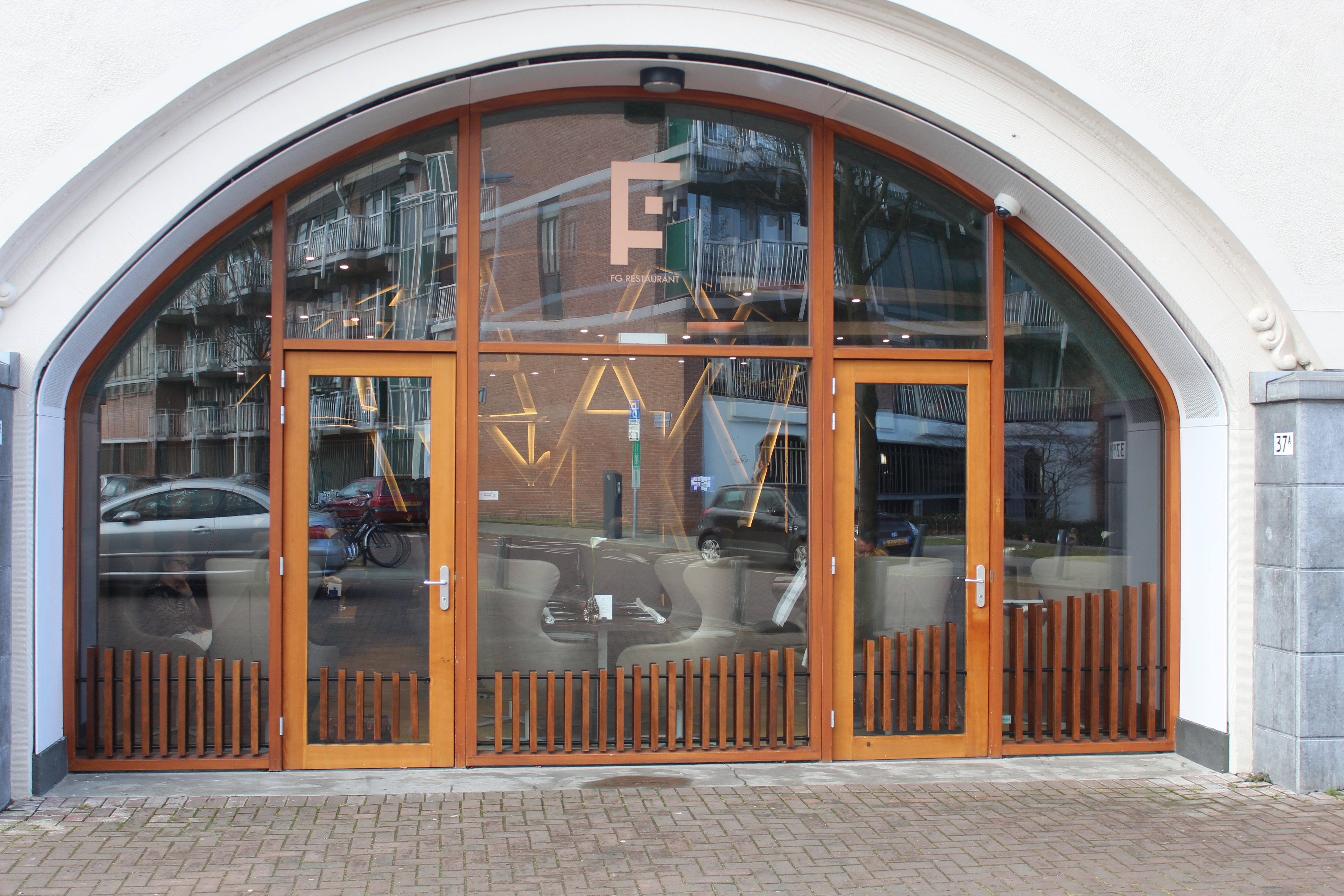
FG Restaurant in Rotterdam, onderscheiden met twee Michelinsterren.

### Eigen restaurant(s)
In februari 2009 opende hij zijn eigen restaurant in het Rotterdamse Lloydkwartier: Ivy (later, vanwege een proces om die geregistreerde naam, omgedoopt tot FG Restaurant). In het eerste jaar kreeg hij de eerste Michelinster en een tweede in 2013. In die periode werd hij ook bekroond als lid van de 'Gilde van Nederlandse Meesterkoks'.
In de lente van 2014 opende hij zijn tweede zaak in Rotterdam: FG Food Labs aan de Hofbogen. Dit is een meer experimentele keuken die combinaties uitprobeert die soms later in zijn eerste restaurant op de kaart komen. FG Food Labs kreeg in datzelfde jaar 2014 een eerste Michelinster.

## Bekroningen
2009: eerste Michelin ster Ivy (later FG restaurant)
2011: erkend lid van de 'Gilde van Nederlandse Meesterkoks'
2013: tweede Michelin ster Ivy (later FG restaurant)
2014: eerste Michelin ster FG Food Labs
2016 : Bib Gourmand voor FG Bistro
2017: Hidya-Gyukeurmerk ontvangen als eerste (en enige) Nederlander
2017: Marketing Award Rotterdam - als erkenning omdat hij Rotterdam op de culinaire kaart heeft gezet
2019: Benoemd tot Cultureel ambassadeur van Aruba (Embahador Cultural)
2019: Wijnkaart van het jaar 2019 - Best of Excellence Award volgens Wine Spectator
2019: Chef van het jaar 2019 (Koch des Jahres) volgens de Fine Food Days in Keulen
2020: Genomineerd voor een plek in de mondiale top 100 van The Best Chef

## Trivia
- Sinds 2011 zet Francois Geurds zich in voor een betere horeca op Aruba. Hij geeft daartoe workshops en lanceerde eind 2017 de FG Aruba Trip waarbij men langs zijn favoriete culinaire plekjes op het eiland reist.
- Francois Geurds was tijdens het seizoen 2011 jurylid bij het Nederlandse kookprogramma Masterchef Junior, tijdens het seizoen 2014 gastjurylid bij het Nederlandse kookprogramma MasterChef Holland en in 2018 jurylid bij Superstar Chef.
- Francois Geurds heeft een bijzondere passie voor koffie. Zo was hij de coach van barista kampioenen Sander Schat en Zjauvan Janga die in totaal 3x Nederlands Kampioen werden en Nederland 3x hebben vertegenwoordigd op het barista WK. Ook koopt Geurds de koffie rechtstreeks in vanuit de plantages.[3][4]
- Francois Geurds is tevens actief voor de universiteit Leiden, waar hij les geeft aan de Food&Science opleiding.